# György Sárosi
György Sárosi (ur. 16 września 1912 w Budapeszcie, zm. 20 czerwca 1993 w Genui) – węgierski piłkarz, który występował na pozycji napastnika i trener piłkarski. Srebrny medalista Mistrzostw Świata 1938. Długoletni zawodnik Ferencvárosi TC.
Grał wyłącznie w barwach Ferencvárosu. Zdobył 351 bramek w 383 mistrzowskich spotkaniach. Pięciokrotnie zdobywał tytuł mistrza Węgier (1932, 1934, 1938, 1940, 1941). W 1937 triumfował w Pucharze Mitropa.
W reprezentacji Węgier zagrał 62 razy i strzelił 42 bramki. Debiutował 21 maja 1931 w meczu z Jugosławią, ostatni raz zagrał w 1943. Brał udział w Mistrzostwach Świata 1934 (1 gol). W 1937 w meczu z Czechosłowacją zdobył 7 bramek. Podczas Mundialu 1938 był kapitanem drużyny i jednym z najważniejszych zawodników wicemistrzów świata, w turnieju pięciokrotnie trafiał do bramki rywali.
Po zakończeniu kariery sportowej został trenerem. Pracował we Włoszech, m.in. z AS Bari, Romą, Juventusem, Genoą, Bologną i Brescią Calcio.